# Terminator: Genisys
Terminator: Genisys – amerykański film z gatunku science fiction w reżyserii Alana Taylora, którego światowa premiera odbyła się 25 czerwca 2015, a polska 1 lipca 2015. Film jest rebootem serii Terminator. Film został negatywnie odebrany przez krytyków, co zaowocowało wynikiem 27% na stronie Rotten Tomatoes.

## Fabuła
John Connor wysyła jednego ze swoich żołnierzy, a zarazem swojego ojca – Kyle’a Reese’a w przeszłość w celu obrony Sary Connor. lecz trafia do alternatywnej rzeczywistości. Sarah ma w niej już opiekuna – T-800, a na dodatek wie, po co kolejny obrońca przybył z przyszłości. Razem z nim udaje się w przyszłość, by zniszczyć wersję Skynetu powstałą w tym świecie.

## Obsada
- Arnold Schwarzenegger – Terminator / Pops[1]
  - Brett Azar – dubler młodego T-800
- Jason Clarke – John Connor / T-3000[1]
- Emilia Clarke – Sarah Connor[1]
- Jai Courtney – Kyle Reese[1]
- Lee Byung-hun – T-1000
- J.K. Simmons – detektyw O’Brien
  - Wayne Bastrup – młody detektyw O’Brien
- Matt Smith – Alex – postać jaką przyjmuje Skynet
- Courtney B. Vance – Miles Dyson
- Dayo Okeniyi – Danny Dyson[1], syn Milesa
- Sandrine Holt – detektyw Cheung
- Michael Gladis – porucznik Matias